# Liste des cathédrales de la Ligurie
Cet article recense les cathédrales de Ligurie en Italie.

## Généralités
Les cathédrales érigées en Ligurie sont des édifices de l'Église catholique. Administrativement, la région est principalement couverte par la région ecclésiastique de Ligurie (qui s'étend également sur les régions voisines d'Émilie-Romagne, Lombardie et Piémont), qui compte un archidiocèse (Gênes) et six diocèses (Albenga-Imperia, Chiavari, La Spezia-Sarzana-Brugnato, Savone-Noli, Tortone et Vintimille-San Remo). Une partie de la région est également couverte par la région ecclésiastique du Piémont (diocèses d'Acqui et de Mondovi).
Au total, la Ligurie compte six cathédrales et cinq cocathédrales. On y dénombre également plusieurs anciennes cathédrales : édifices qui ont par le passé accueilli le siège d'un évêché avant de le perdre.

## Liste

### Cathédrales
| Édifice                    | Commune    | Province  | Juridiction                | Notes             | Coordonnées                      | Illus. |
| -------------------------- | ---------- | --------- | -------------------------- | ----------------- | -------------------------------- | ------ |
| Notre-Dame-du-Jardin       | Chiavari   | Gênes     | Chiavari                   | Basilique mineure | 44° 18′ 58″ nord, 9° 19′ 26″ est |        |
| Saint-Laurent              | Gênes      | Gênes     | Gênes                      |                   | 44° 24′ 28″ nord, 8° 55′ 53″ est |        |
| Notre-Dame-de-l'Assomption | Vintimille | Imperia   | Vintimille-San Remo        |                   | 43° 47′ 28″ nord, 7° 36′ 09″ est |        |
| Christ-Roi                 | La Spezia  | La Spezia | La Spezia-Sarzana-Brugnato |                   | 44° 06′ 30″ nord, 9° 49′ 39″ est |        |
| Saint-Michel-Archange      | Albenga    | Savone    | Albenga-Imperia            |                   | 44° 02′ 57″ nord, 8° 12′ 48″ est |        |
| Notre-Dame-de-l'Assomption | Savone     | Savone    | Savone-Noli                | Basilique mineure | 44° 18′ 27″ nord, 8° 28′ 56″ est |        |

### Cocathédrales
| Édifice                                      | Commune  | Province  | Juridiction                | Notes             | Coordonnées                      | Illus. |
| -------------------------------------------- | -------- | --------- | -------------------------- | ----------------- | -------------------------------- | ------ |
| Saint-Maurice                                | Imperia  | Imperia   | Albenga-Imperia            | Basilique mineure | 43° 52′ 32″ nord, 8° 00′ 57″ est |        |
| Saint-Syr                                    | Sanremo  | Imperia   | Vintimille-San Remo        | Basilique mineure | 43° 49′ 00″ nord, 7° 46′ 27″ est |        |
| Saint-Pierre-Saint-Laurent-et-Saint-Colomban | Brugnato | La Spezia | La Spezia-Sarzana-Brugnato |                   | 44° 14′ 12″ nord, 9° 43′ 26″ est |        |
| Notre-Dame-de-l'Assomption                   | Sarzana  | La Spezia | La Spezia-Sarzana-Brugnato | Basilique mineure | 44° 06′ 44″ nord, 9° 57′ 45″ est |        |
| Saint-Pierre                                 | Noli     | Savone    | Savone-Noli                |                   | 44° 12′ 19″ nord, 8° 24′ 57″ est |        |

### Anciennes cathédrales
| Édifice                         | Commune        | Province  | Notes | Coordonnées                      | Illus. |
| ------------------------------- | -------------- | --------- | --- | -------------------------------- | ------ |
| Saint-Syr                       | Gênes          | Gênes     | Ancienne cathédrale de l'archidiocèse de Gênes ; basilique mineure inscrite au patrimoine mondial comme partie du bien « Gênes, les Strade Nuove et le système des palais des Rolli » | 44° 24′ 42″ nord, 8° 55′ 49″ est |        |
| Notre-Dame-de-Nazareth (it)     | Sestri Levante | Gênes     | Cathédrale de l'ancien diocèse de Brugnato ; basilique mineure | 44° 16′ 09″ nord, 9° 23′ 31″ est |        |
| Notre-Dame-de-l'Assomption (it) | La Spezia      | La Spezia | Ancienne pro-cathédrale du diocèse de La Spezia jusqu'en 1975 | 44° 06′ 18″ nord, 9° 49′ 11″ est |        |
| Notre-Dame (it)                 | Luni           | La Spezia | Cathédrale de l'ancien diocèse de Luni (it) ; détruite |                                  |        |
| Saint-Paragoire (it)            | Noli           | Savone    | Ancienne cathédrale du diocèse de Noli jusqu'en 1572 | 44° 12′ 13″ nord, 8° 24′ 54″ est |        |